# الألعاب الإسلامية
الألعاب الإسلامية (بالتركية: Islam Ülkeleri Spor Oyunlari)‏ كان حدثًا متعدد الرياضات للرياضيين من الدول الإسلامية وذلك خلال الفترة من 28 سبتمبر إلى 5 أكتوبر 1980 في إزمير تركيا. حيث تمت دعوة 42 دولة للتنافس في المسابقة، ولكن شاركت عشر دول فقط، وبحضور حوالي 700 رياضي. من بين الدول المتنافسة في البطولة أرسلت الجزائر وليبيا فقط وفودًا إلى الألعاب الأولمبية الصيفية لعام 1980 في موسكو (لاحظت البقية المقاطعة ).

## التاريخ
بدأت فكرة الألعاب في عام 1979، بعد اتفاق بين وزراء الخارجية في اجتماع إقليمي في إسلام أباد، حيث تم اختيار إزمير لتكون الجهة المضيفة وكانت مجهزة تجهيزًا جيدًا للمهمة التي تم توفيرها مسبقًا للمرافق الموجودة مسبقًا من خلال استضافة الألعاب المتوسطية عام 1971، حيث يعتبر ملعب إزمير أتاتورك المكان الرئيسي للحدث، وقد أشاد أنور شودري المسؤول الرياضي الباكستاني، بجمع الدول ذات الغالبية المسلمة وقال إن «جميع الدول المتنافسة تتمتع بنفس المستوى من الأداء نسبيًا والذي يوفر لرياضينا تشجيعًا على تقديم أداء أفضل».
فازت ليبيا بدوري كرة القدم لخمسة فرق دون هزيمة.
تم اقتراح إقامة الألعاب كل أربع سنوات والتي من المقرر عقدها قبل عام واحد من الألعاب الأولمبية الصيفية للسماح للدول الإسلامية بالاستعداد للمسابقة الأكبر، وقد اختيرت المملكة العربية السعودية لاستضافة الدورة الثانية للألعاب الإسلامية في عام 1983 ولكن لم يقام الحدث،  في 1993 أقيمت ألعاب إسلامية نسائية ثم افتتحت ألعاب التضامن الإسلامي في عام 2005 في المملكة العربية السعودية لتواصل إرث ألعاب دولية بين الدول ذات الأغلبية المسلمة.

## رياضات
- ألعاب قوى
- كرة السلة
- كرة القدم
- سباحة
- كرة المضرب
- كرة طائرة
- مصارعة

## الدول المشاركة
- الجزائر
- البحرين
- بنغلاديش
- ليبيا (95)
- ماليزيا (78)
- المغرب
- قبرص الشمالية
- باكستان (42)
- السعودية (141)
- تركيا

## جدول الميداليات
*   البلد المضيف ( تركيا)
| المرتبة | فريق          | ذهبية | فضية | برونزية | المجموع |
| ------- | ------------- | ----- | ---- | ------- | ------- |
| 1       | تركيا*        | 63    | 38   | 16      | 117     |
| 2       | المغرب        | 7     | 4    | 3       | 14      |
| 3       | الجزائر       | 4     | 14   | 23      | 41      |
| 4       | باكستان       | 3     | 18   | 5       | 26      |
| 5       | قبرص الشمالية | 3     | 3    | 9       | 15      |
| 6       | السعودية      | 3     | 1    | 4       | 8       |
| 7       | بروناي        | 2     | 2    | 2       | 6       |
| 8       | ليبيا         | 2     | 1    | 3       | 6       |
| 9       | ماليزيا       | 0     | 4    | 3       | 7       |
| 10      | بنغلاديش      | 0     | 0    | 4       | 4       |
| المجموع | المجموع       | 87    | 85   | 72      | 244     |